# Jean Thonon jr.
Jean Thonon (Dinant, 11 juli 1610 - Luik, 16 oktober 1673) was een beeldhouwer in het prinsbisdom Luik. Hij was werkzaam in de stad Luik. 
Daar beeldhouwde hij het koorgestoelte voor de Sint-Lambertuskathedraal van Luik (die met de Franse bezetting anderhalve eeuw later afgebroken werd). Het ging om musicerende engelen in hout. Hij werkte ook aan een grafmonument in zwarte marmer voor Emile baron d'Oultremont; dit grafmonument heeft hij vermoedelijk nooit afgewerkt.
Hij was de zoon van Jean Thonon sr., eveneens beeldhouwer.